# Cinara kiusa
Cinara kiusa är en insektsart som beskrevs av Hottes 1957. Cinara kiusa ingår i släktet Cinara och familjen långrörsbladlöss. Inga underarter finns listade i Catalogue of Life.